# Norberto Piñero
Norberto Piñero (Buenos Aires, 6 de junio de 1858 - 1 de julio de 1938) fue un abogado argentino, que ejerció diversas actividades como político, funcionario del estado, intelectual y docente, desde finales del siglo XIX hasta las primeras décadas del siglo XX.

## Biografía
Se recibió de abogado en la Universidad de Buenos Aires en 1882.  En 1883 fue nombrado Defensor de pobres y ausentes en el Juzgado de Apelaciones de la Capital Federal; profesor de derecho Penal y Comercial y miembro de la Convención Constituyente de la Provincia de Buenos Aires. En 1884 fue designado como profesor de Derecho en el Colegio Nacional de Buenos Aires. Desde mayo de 1887, fue profesor de derecho penal y comercial.
Junto a Rodolfo Rivarola y José Nicolás Matienzo fueron autores de un proyecto de reforma del Código Penal de la Nación Argentina en 1890. La propuesta se hizo especialmente notable por considerar a los delitos cometidos en ejercicio de cargos en la administración pública de extrema gravedad, justo por debajo de los de sedición y traición a la patria. Presentado al Congreso de la Nación en 1891, fue rechazado y vuelto a tratar repetidas veces hasta su sanción legislativa en 1903.
En 1893 fue secretario y luego Ministro de Hacienda del gobierno provisional de la Provincia de San Luis
En 1896 fue nombrado interventor federal en San Luis por el presidente Roca, presidiendo las elecciones de gobernador. Ese mismo año participó en la fundación de la Facultad de Filosofía y Letras de la Universidad de Buenos Aires en la que ocupó el cargo de vicedecano. Fue tres veces decano de esa Facultad en los años 1904, 1912 y 1918.
Posteriormente fue nombrado embajador de su país en Chile, donde tuvo una activa participación en las negociaciones con Chile y Bolivia por el Litigio de la Puna de Atacama. Renunció al cargo en octubre de 1898.
En 1900 fundó la Sociedad de Educación Industrial, de la cual fue presidente, que construyó un importante número de escuelas industriales en Buenos Aires. Incorporado a la Facultad de Filosofía y Letras de la Universidad de Buenos Aires, fue nombrado su decano en 1904; en ese cargo fundó el Museo Etnográfico de la Universidad, cuyo director fue Juan Bautista Ambrosetti.

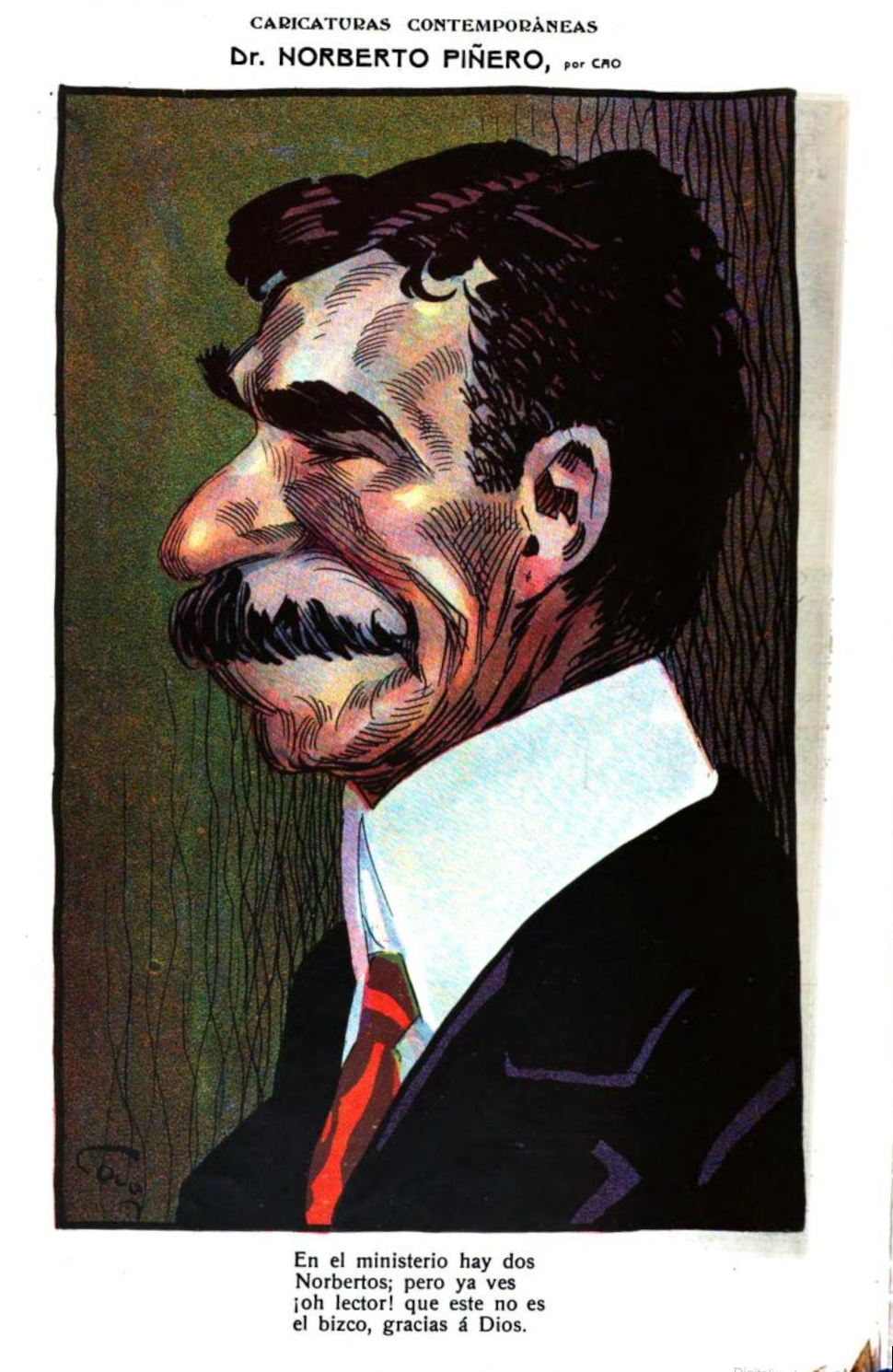
Retratado por Cao en la revista Caras y Caretas (1906)

En 1906 fue nombrado ministro de Hacienda de la Nación por el presidente José Figueroa Alcorta; ocupando ese cargo poco más de seis meses. Tras su renuncia fue nombrado jefe del departamento legal del Banco de la Nación Argentina, cargo que ocupó durante más de quince años.
En 1910 participó del Congreso Internacional de Americanistas.
Volvió a ser Ministro de Hacienda durante la presidencia de Roque Sáenz Peña, durante tres meses. Renunció para concentrarse en la fundación del Colegio de Abogados de la Ciudad de Buenos Aires, del cual fue el primer presidente. También fue presidente de la Comisión Nacional para la construcción del Teatro Cervantes de Buenos Aires. También presidió el Congreso Penal Nacional y participó como representante del gobierno argentino en la Comisión Internacional de Legislación Uniforme.
En 1922, conformó junto a Rafael Núñez la fórmula electoral de la Concentración Nacional como candidato a presidente, que enfrentó a Marcelo T. de Alvear de la UCR, siendo derrotado por 450 000 votos contra 200 000 votos que obtuvo la Concentración Nacional.
Tras la derrota, Piñero abandonó toda actuación pública, dedicándose a la literatura jurídica y historiográfica.
Falleció el 1 de julio de 1938, a los 80 años de edad.

## El Plan de operaciones de Mariano Moreno
El 10 de junio de 1893, la junta directiva del Ateneo de Buenos Aires decidió  editar obras agotadas o no publicadas en una colección que se llamaría "Biblioteca del Ateneo". Se encargó su realización a Piñero comenzando con obras de Mariano Moreno. Cuando Bartolomé Mitre se enteró del proyecto ofreció la copia de un documento desconocido e inédito de Mariano Moreno para que se incluyera en esa publicación. Eduardo Madero lo había encontrado en España y se lo había enviado a Mitre. Resultó extraño el silencio de ambos sobre un documento cuya importancia no podía ser ignorado por tan importantes historiadores durante casi siete años. A esto se agregó que el puntilloso Mitre, cuando se le requirió el documento, no lo pudo encontrar en su archivo. Piñero solicitó entonces una nueva copia a España.
En junio de 1896 se dio a conocer el libro Escritos de Mariano Moreno en el que aparecía, entre las páginas 447 y 566 y por primera vez en la Argentina, lo que sería el famoso Plan de operaciones de Mariano Moreno. Tras el impacto que produjo en los círculos intelectuales estalló una inmediata polémica entre Paul Groussac y Ernesto Quesada y que alcanzó también a Piñero a quien el primero acusó de "culpable ligereza" por haber incorporado a los Escritos ese documento que además de falso injuriaba a Mariano Moreno atribuyéndole la autoría. Piñero tardó en contestar esas acusaciones debido a sus ocupaciones públicas en San Luis y Chile. Recién en 1897, y con mucha sobriedad, Piñero respondió publicando su ensayo Los escritos de Moreno y la crítica del señor Groussac donde refutó sus objeciones y confirmó su creencia de que el Plan era auténtico. A partir de ahí la polémica alcanzó niveles poco profesionales, especialmente de parte de Groussac, dando lugar a la intervención del ministro de Justicia, Culto e Instrucción Pública que advirtió a este que moderara su lenguaje porque Piñero era, además, un representante diplomático del gobierno. Luego Piñero partió rumbo a Europa por tres años. A su vuelta publicó una nueva edición de los Escritos, sin cambio alguno.

## Obra escrita
Entre sus obras se pueden contar:
- La letra de cambio ante el derecho internacional privado (1882)
- Piñero, Norberto; Bidau, Eduardo L. (1889). Historia de la Universidad de Buenos Aires. Buenos Aires: Martín Biedma.
- Proyecto de Código Penal para la República Argentina(1891), precedido por Una exposición de motivos con la colaboración de los doctores José Nicolás Matienzo y Rodolfo Rivarola
- Cuestiones económicas (la cuestión monetaria y la cuestión bancaria). Buenos Aires, 1882
- Escritos de Mariano Moreno: Ordenación y Prólogo. (Buenos Aires, 1896), Biblioteca del Ateneo
- Los escritos de Mariano Moreno y las críticas del señor Groussac (1897)
- Problemas de criminalidad
- El crimen y las multitudes
- Base de la educación penal argentina
- El patrón monetario
- Las hipotecas a oro (1917)
- Monopolio de la venta y surtidores de nafta (1930)